# 6612 Hachioji
A 6612 Hachioji (ideiglenes jelöléssel 1994 EM1) a Naprendszer kisbolygóövében található aszteroida. Kusida Josio és Muramacu Oszamu fedezte fel 1994. március 10-én.